# New Hope (Tennessee)
New Hope es una ciudad ubicada en el condado de Marion en el estado estadounidense de Tennessee. En el Censo de 2010 tenía una población de 1.082 habitantes y una densidad poblacional de 40,17 personas por km².

## Geografía
New Hope se encuentra ubicada en las coordenadas 34°59′55″N 85°40′7″O / 34.99861, -85.66861. Según la Oficina del Censo de los Estados Unidos, New Hope tiene una superficie total de 26.94 km², de la cual 26.77 km² corresponden a tierra firme y (0.62%) 0.17 km² es agua.

## Demografía
Según el censo de 2010, había 1.082 personas residiendo en New Hope. La densidad de población era de 40,17 hab./km². De los 1.082 habitantes, New Hope estaba compuesto por el 0.1% blancos, el 0.83% eran afroamericanos, el 0.28% eran amerindios, el 0.46% eran asiáticos, el 0% eran isleños del Pacífico, el 0% eran de otras razas y el 1.29% pertenecían a dos o más razas. Del total de la población el 0.37% eran hispanos o latinos de cualquier raza.